# Polyalthia evecta
Polyalthia evecta är en kirimojaväxtart som först beskrevs av Jean Baptiste Louis Pierre, och fick sitt nu gällande namn av Achille Eugène Finet och François Gagnepain. Polyalthia evecta ingår i släktet Polyalthia och familjen kirimojaväxter.

## Underarter
Arten delas in i följande underarter:
- P. e. attopeuensis
- P. e. baochianensis